# Битка код Еџхила (1642)
Битка код Еџхила (1642) била је прва већа битка енглеског грађанског рата. Резултат битке је несигуран: од нерешеног до победе енглеског Парламента.

## Позадина
Безуспешни покушај краља Чарлса I у јануару 1642. да ухапси петорицу вођа парламентарне опозиције, навео је енглески Парламент да позове под оружје лондонску милицију која је већ била стала уз њега, и да образује стајаћи заштитни одред, а предузео је кораке да придобије и милиције грофовија. Биле су то ревоуционарне мере; дотле је само краљ имао право на држање војске. Тиме је почело стварање армије Парламента, којој је 12. јула 1642. стао на чело Роберт Есекс. Десет дана раније и енглеска флота је прешла на страну Парламента, а њену команду преузео је Роберт Ворик (енгл. Robert Warwick). До првог оружаног сукоба дошло је 15. јула, али у историји је прихваћено да је први грађански рат почео 22. августа 1642, када је краљ стао јавно окупљати за рат своје присталице.
Северне и западне грофовије, претежно пољопривредне, у којима је преовлађивао утицај високог племства, стале су углавном уз краља, а јужне и источне, са развијеном трговином и индустријом (мануфактуре) уз Парламент. Већи градови на северу и западу Енглеске били су на страни Парламента, а знатан део племства на југу и истоку уз краља. Енглеска територија била је подељена на приближно два једнака дела, али је на страни Парламента била било шест седмина становништва. Лондон је имао скоро пола милиона становника. На територији коју су држале присталице Парламента, биле су скоро све луке и бродоградилишта. Контрола лука омогућавала је маневрисање војске Парламента, а онемогућавала је краљу да добије појачање са стране.
Међутим, обе стране имале су тек да створе војску: краљ уз кога се налазило племство имао је више кадрова, управо више људи вичних војном занату, али је Парламент, на чијој је страни била буржоазија (банкари и трговци), имао више новца. Захваљујући највише новцу, Парламент је у току грађанског рата створио ефикасну професионалну војску, која је на крају превагнула.

## Битка
Прва већа битка грађанског рата вођена је 23. октобра 1642. на брду Еџхил (енгл. Edgehill) у Ворикширу (енгл. Warwickshire). На свакој страни било је по 14.000 људи; ројалисти под Чарлсом I, а војска парламента под Робертом Есексом. Принц Руперт, командант коњице ројалиста, који је тактику коњичког удара изучио у шведској војсци Густава Адолфа у тридесетогодишњем рату (1618–48), разбио је коњицу парламента на оба крила, али када је кренуо у гоњење, пешадија Парламента савладала је краљеву. Опрезни Есекс наредио је повлачење, али краљева победа није била одлучујућа.

## Последице
Прва година рата није довела до битних промена у односу снага у Енглеској. Први судари били су краљеве победе, код Еџхила и затим код Брентфорда 10. новембра. Краљев покушај да заузме Лондон ипак није успео.